# 고양관광문화단지
고양관광문화단지(高陽觀光文化團地)는 경기도와 경기도시공사가 공동시행자로서 경기도 고양시 일산에 조성추진중인 도시개발사업의 행정적 명칭이다. 사업추진중의 일반적 명칭으로는 '한류월드(www.e-hallyu.com)'를 사용하고 있으며, 2008년까지는 '한류우드'라는 명칭을 사용하였다. 도시개발사업으로서의 공식적 명칭은 '고양관광문화단지'이다. 사업의 준비는 2000년말부터 시작되었으나 도시개발사업으로서는 공식적으로 2005년 1월에 시작하여, 2014년말까지 도시개발사업 준공을 목표로 진행 중이다.
단지내 대명레저산업에 대명 MVL Hotel KINTEX를 2013년 3월 20일부터 운영중이며, 2013년 10월부터 문화체육관광부와 미래창조과학부(현 과학기술정보통신부)가 공동추진한 '빛마루(디지털방송콘텐츠지원센터)'가 운영을 시작한다.
gus
기존 고양시에서 모여 한강으로 흘러가는 우수, 오수가 모여 흘러가면서 악취 등이 심하던 하천(농수로)이 한류월드 부지내에 포함됨에 따라, 관련 기술자들과 경기도, 고양시 협의를 거쳐 기존 고양시의 우오수를 별도로 모아 정수처리시설로 흘려보내는 by-pass관을 설치하였고, 대신 기존 수로 노선에 자연형 하천을 도입한 수변공원을 설치하여 일반 대중이 이용할 수 있는 공원을 조성하였다. 그러나 기존 고양시 시가지 내 우오수 처리시설이 오접(빗물인 우수는 우수관으로, 오수는 오수관으로 구분되어 모여야하나 우수와 오수가 섞이는 현상)된 부분이 많고, 고양시가 비교적 비가 많은 지역임에 따라 바이패스(by-pass)에서 처리할 수 있는 용량을 초과하는 우오수가 흘러올 경우 하천을 통해서 급하게 흘려보내 고양시민의 안전과 하천관리의 편리성을 도모하도록 설계되었다.  

## 같이 보기
- 한류월드